# Иганово
Иганово е село в Южна България. То се намира в община Карлово, област Пловдив.

## География
Територията на Иганово е разположена в централната част на Община Карлово на по-малко от 12 километра западно от Карлово. Землището на селото обхваща 16620 декара, от които обработваемата земя е 4720 дка, пасищата и мерите 1868 дка, горите 7965 дка, пътища 42 дка и жилищна територия от 542 дка.

## История
Землището на село Иганово е било населено от най-дълбока древност-още от времето на неолита са открити следи от живот. Такива има и от желязната епоха. Много добре застъпено е и времето на Античността. Тъй като селището е лежало на стратегическия път Пловдив-Ловеч, това носило както предимства, така и доста негативи за населението му. Селището от този период се е намирало в северния край на днешното село, в района на гробищата, където все още може да се види и мине по един малък участък от римския път минаващ оттам. След рухването на Римската империя в V век, тук се установява плавно и без сътресения властта на византийската държава наследник и продължител на римската. От това време има две крепости в южните поли на Стара планина намиращи се в землището на Иганово-Горното и Долното кале. И двете крепости са построени по времето на император ЮстинианІ (527-565) за охрана на прохода по течението на дерето излизащо към билото на планината, а оттам на север. Близостта на селището до Троянския проход му донася много беди и премеждия, тъй като лежи на пътя на всяко военно нашествие от север на юг, и обратно. До нашествието на османците в края на XIV век селището многократно преминавало ту във византийски, ту в български ръце. Вече в края на същия този XIV век и началото на XV при бягството си от района на Пловдив за Северна България многобройно павликянско население се заселило в селището, макар че и преди това в него живеели павликяни. Селото освен с българи павликяни било населено и с помюсюлманчени павликяни след XVI век, и така селото станало със смесено население. Името му в един османски регистър от 1576 г. е записано като Йени обаси(т.е. Ново село), но българското му население го наричало с името Калаброво. За това виж историята на Калаброво. В началото на XVII век из павликянските селища на Пловдивско зашетали папски емисари, които до голяма степен успели да обърнат в католицизма доста от павликяните. Така били покатоличени и павликяните на Калаброво към средата на XVII век, и то станало основна база на папските мисионери при преходите им през Балкана на север и на юг, при изпълнение на мисиите им. Така в Калаброво попада Петър Солинат през 1622 г. на път за пловдивските павликянски села.
При потушаването на Чипровското въстание на българите католици в 1688 г. румелийският бейлербей Осман Йеген паша тръгва с армията си от имперската столица Цариград за София, а оттам трябвало да тръгне за Чипровци. Осман Йеген тръгнал през Одрин-Пловдив, като от Пловдив вместо да продължи през прохода Траянови врата-Ихтиман за София, който бил най-краткия път за София, пашата тръгва по поречито на р. Стряма, което е населено от Пловдив та до Калаброво с българо-католически селища, които Осман Йеген паша безмилостно пали и унищожава. Последни по пътя му са селата Павликян(също павликянско село, както се вижда и от името му-било е в землището на дн.с. Дъбене – община Карлово) и Калаброво(Иганово). След като унищожил и тези две села Осман Йеген паша се установил за няколко дни на лагер в околността на Калаброво, тъй като на юг от Балкана не останало и едно българо-католическо селище, а Калаброво било последното такова. Оттук Осман Йеген заминал през Пирдоп – Златица – Мирково за София. Поп Петър от с. Мирково е описал живо и картинно преминаването на Осман Йеген за София в своя летопис. След унищожаването на Калаброво, то било населено с турци и татари от съседните Татаре (дн. Московец) и Аблалардан (дн.Анево) и наново получило името „Йени обасъ“-т.е. Ново село(тур.), или иначе казано-ново (заселено) село. Споменът за жестокия изтребител на Калаброво, обаче бил дотолкова жив, че местното турско население започнало да нарича селото „Йеген ова“-т.е. Йегеновото поле/Йегеновия стан (лагер), и оттам побългареното име на селото станало Егеново, както е отбелязано на картата на Христо Г. Данов от 1863 г., а по-късно вече „Е“ преминава в „И“, a „е“ става „а“ според местния диалект и се получава днешното име Иганово. В 1881 г. Константин Иречек преминава през, както сам той пише в своите „Български дневници“, полутурското село Иганово, което лежало на стария римски път /Ловеч-Пловдив/, известен в този край под името „Калдъръма“. До 1885 в селото е имало митница обслужваща границата между Княжество България и Източна Румелия, която след Съединението била премахната.

## Други
Населението към януари 2006 година е 531 души от които 269 жени и 262 мъже.
На територията на Иганово няма изградени производствени мощности с изключение на едно от поделенията на „ВМЗ“ АД град Сопот. Почти всички от заетите по трудов договор жители на селото работят там. Освен това поделение съществуват няколко стопански единици, от които най-голяма е местната Земеделска кооперация и фирмата за билки „Аркадия Херба“ град София. Останалите са няколко еднолични търговци в сферата на търговията на дребно.

## Галерия
- Църквата
- Училището
- Улица